# Бистрица (област Благоевград)
Вижте пояснителната страница за други значения на Бистрица.
Бѝстрица е село в Югозападна България. То се намира в община Благоевград, област Благоевград.

## География
Село Бистрица се намира в планински район, на 9 километра източно от Благоевград. Състои се от 42 махали и подмахали. Някои от тях са: Дреново, Арабаджии, Шоповци, Гьоргьовци, Ризовци, Милово, Серезли, Брезово, Широканци, Бракаданци, Дъбово, Чепарковци, Тренчовци, Каменарци. През селото минава река Бистрица.

## История
Църквата „Свети Георги“ е от 1861 година, а „Свети Йоан Предтеча“ в местността Дъбово – от 1872 година.
В 1891 година Георги Стрезов пише за селото:
| „ | Бистрица, на И от Бараково 2 часа път. Разположена е на полите от Арисваница до едноименен приток от Струма. Околност планиниста; хората биват скотоводци и риболовци. В Бистрица се лови изрядна пъстърва. Църква „Св. Димитър“; на деня става панаир от околните села и от Джумая. Границата от Бистрица е твърде близо, нещо 1/2 час. Къщи 160; училище с 24 ученика. | “ |

В полунощ на 24 срещу 25 септември 1902 година в присъствието на Върховния революционен съвет, чети на Върховния комитет и 150 души милиция, в долната църква на Бистрица с молебен е дадено началото на Горноджумайското въстание. На 19 и 20 октомври 1902 година, по време на въстанието в селото се води тежкият бой при Бистрица.
При избухването на Балканската война пет души от Бистрица са доброволци в Македоно-одринското опълчение на Българската войска.

## Население
Към 1900 година според известната статистика на Васил Кънчов („Македония. Етнография и статистика“) населението на селото брои 1540 души, от които 1300 българи-християни и 240 власи.
Численост на населението според преброяванията през годините:
| \| Година на преброяване \| Численост \| \| --------------------- \| --------- \| \| 1934 \| 1794 \| \| 1946 \| 1771 \| \| 1956 \| 1531 \| \| 1965 \| 588 \| \| 1975 \| 291 \| \| 1985 \| 193 \| \| 1992 \| 172 \| \| 2001 \| 151 \| \| 2011 \| 90 \| \| 2021 \| 79 \| |           |
| Година на преброяване | Численост |
| 1934 | 1794      |
| 1946 | 1771      |
| 1956 | 1531      |
| 1965 | 588       |
| 1975 | 291       |
| 1985 | 193       |
| 1992 | 172       |
| 2001 | 151       |
| 2011 | 90        |
| 2021 | 79        |

### Етнически състав
Преброяване на населението през 2011 г.
Численост и дял на етническите групи според преброяването на населението през 2011 г.:
|                     | Численост | Дял (в %) |
| Общо                | 90        | 100.00    |
| Българи             | 89        | 98.88     |
| Турци               | 0         | 0.00      |
| Цигани              | 0         | 0.00      |
| Други               |           |           |
| Не се самоопределят |           |           |
| Неотговорили        | 0         | 0.00      |

## Религии
В 9 от махалите има параклиси или църкви.

## Личности
Родени в Бистрица
- Ангел Николов, македоно-одрински опълченец, 26-годишен, четата на Дончо Златков, 1 рота на 10 прилепска дружина[11]
- Иван Димитров, македоно-одрински опълченец, 28-годишен, 3 рота на Кюстендилската дружина, 3 рота на 7 кумановска дружина, убит[12]
- Иван Райнов (1860 – 1944), български опълченец, баща на Николай Райнов и професор Стоян Райнов
- Георги Стоилов (1864 - 1955), български революционер, търговец, деец на ВМОРО и политик, кмет на Горна Джумая (1912 - 1913), депутат в XVII ОНС (1914 - 1919)
- Йордан Войнов (1896 – 1986), деец на ВМРО и кмет на Бистрица (1931 – 1934)
- Кирил Широкански (1913 – 2002), кмет на Благоевград 1961 – 1967
- Коле Илиев, македоно-одрински опълченец, 25-годишен, четата на Дончо Златков[13]
- Коте Бистришки, войвода на ВМОК, участник в Горноджумайското въстание[14]
- Коте Чорбаджигошев (1821 – 1903), български възрожденски общественик
- Лазар Петров (1811 – ок. 1900), български зограф
- Марян Стойков (р. 1924), български политик от БКП
- Панайот Христов, македоно-одрински опълченец, 25-годишен, четата на Дончо Златков[15]
- Станой Крекмански (1915 – 1942), български партизанин, деец на ВМРО (обединена)
- Стефан Стоянов Досев (1914 – 1942), български партизанин, ръководител на ВК при ОК на БКП София[16]
- Христо Стойков – Пищолчето, четник от ВМОРО,[17]

Починали в Бистрица
- Коста Сандев (1883 – 1923), български революционер комунист, убит по време на Септемврийското въстание

Свързани с Бистрица
- Георги Гаврилов, екзархийски свещеник между 1871 – 1889 година[18]